# Ned Brower
Ned Brower (* 15. Dezember 1978 in Chapel Hill, North Carolina) ist ein US-amerikanischer Musiker und Schauspieler.
Brower, in North Carolina geboren, aber in Seattle aufgewachsen, ist derzeit Schlagzeuger der fünfköpfigen Rockgruppe Rooney. Vor Gründung der Band war er als Schauspieler aktiv. Unter anderem spielte er in der US-Serie Dawson’s Creek mit. Außerdem ist Brower als Model für Paul Frank Sunich tätig.
Sein Bruder Lucas Brower ist als Roadie für die Band tätig. Brower ist mit der Schauspielerin Sarah Jane Morris verheiratet. Auf der Hochzeit spielte Maroon 5.

## Filmografie
- 2001: Plötzlich Prinzessin (Princess Diaries)
- 2001: Nicht noch ein Teenie-Film! (Not Another Teen Movie)
- 2001–2002: Dawson’s Creek
- 2002: Lügen haben kurze Beine (Big Fat Liar)
- 2002: Repli-Kate